# Pholcus tagoman
Pholcus tagoman là một loài nhện trong họ Pholcidae. Loài này được phát hiện ở Tây Úc và Noordelijk Territorium.